# Козлов, Владислав Леонидович
Владисла́в Леони́дович Козло́в (латыш. Vladislavs Kozlovs; 30 ноября 1987, Резекне) — латвийский футболист, нападающий.

## Биография
Карьеру на взрослом уровне начал в «Дижванаги» в 2005 году в первой лиге, а сезон 2006 года провёл со своим клубом в высшей лиге. Затем выступал в первой лиге за «МЕТТА/ЛУ» и в высшей — за «Елгаву». С «Елгавой» в 2010 году стал обладателем Кубка Латвии.
4 июля 2012 года перешёл в «Вентспилс», стал в сезоне 2012 года бронзовым призёром. 22 августа 2013 года было объявлено о прекращении сотрудничества с клубом по обоюдному согласию из-за семейных обстоятельств, его команда по окончании сезона стала чемпионом и обладателем Кубка Латвии.
В 2014 году вернулся в «Елгаву», вместе с клубом стал бронзовым призёром, а также третьим бомбардиром чемпионата с 15 голами. В 2015 году играл в Эстонии за «Инфонет». С 2016 года выступал за «Спартак» (Юрмала), с этим клубом стал двукратным чемпионом Латвии.
За сборную Латвии сыграл 3 матча в 2010—2012 годах. Дебютный матч сыграл 17 ноября 2010 года против Китая. В 2012 году стал победителем Кубка Балтии.

## Достижения
- Чемпион Латвии: 2013, 2016, 2017
- Бронзовый призёр чемпионата Латвии: 2012, 2014
- Обладатель Кубка Латвии: 2010, 2013, 2014